# Championnats du monde masculins de cross-country éliminatoire
Les championnats du monde masculins de cross-country éliminatoire sont organisés annuellement pour décerner le maillot arc-en-ciel pour le cross-country éliminatoire masculin. L'épreuve est organisée depuis 2012.
Le cross-country éliminatoire est un format de course de vélo tout-terrain, qui voit s'affronter quatre coureurs sur un circuit d'environ 1 km. Les 2 coureurs les plus rapides peuvent participer à la manche suivante, tandis que les deux derniers sont éliminés. La compétition est un mélange de four-cross et de cross-country.
En 2017 et 2018, l'épreuve fait partie des championnats du monde de cyclisme urbain. Depuis 2019, ils sont organisés indépendamment et disposent donc d'un championnat du monde UCI dédié.

## Podiums
| Année                    | Or                    | Argent            | Bronze              |
| ------------------------ | --------------------- | ----------------- | ------------------- |
| 2012 Saalfelden-Leogang  | Ralph Näf             | Miha Halzer       | Daniel Federspiel   |
| 2013 Pietermaritzburg    | Paul van der Ploeg    | Daniel Federspiel | Catriel Andrés Soto |
| 2014 Lillehammer-Hafjell | Fabrice Mels          | Emil Lindgren     | Kévin Miquel        |
| 2015 Vallnord            | Daniel Federspiel     | Samuel Gaze       | Simon Gegenheimer   |
| 2016 Nové Město          | Daniel Federspiel     | Simon Gegenheimer | Fabrice Mels        |
| 2017 Chengdu             | Titouan Perrin-Ganier | Simon Gegenheimer | Lorenzo Serres      |
| 2018 Chengdu             | Titouan Perrin-Ganier | Hugo Briatta      | Lorenzo Serres      |
| 2019 Waregem             | Titouan Perrin-Ganier | Hugo Briatta      | Joel Burman         |
| 2020 Louvain             | Titouan Perrin-Ganier | Simon Gegenheimer | Anton Olstam        |
| 2021 Graz                | Simon Gegenheimer     | Jeroen van Eck    | Anton Olstam        |
| 2022 Barcelone           | Titouan Perrin-Ganier | Simon Gegenheimer | Ricky Morales       |
| 2023 Palangkaraya        | Titouan Perrin-Ganier | Lorenzo Serres    | Sondre Rokke        |
| 2024 Aalen               | Jeroen van Eck        | Jakob Klemenčič   | Simon Gegenheimer   |
| 2025 Sakarya             | Edvin Lindh           | Theo Hauser       | Matic Kranjec Zagar |

### Tableau des médailles
| Rang | Coureur               | Or | Argent | Bronze | Total |
| ---- | --------------------- | -- | ------ | ------ | ----- |
| 1    | Titouan Perrin-Ganier | 6  | 0      | 0      | 6     |
| 2    | Daniel Federspiel     | 2  | 1      | 1      | 4     |
| 3    | Simon Gegenheimer     | 1  | 4      | 2      | 7     |
| 4    | Jeroen van Eck        | 1  | 1      | 0      | 2     |
| 5    | Fabrice Mels          | 1  | 0      | 1      | 2     |
| 6    | Ralph Näf             | 1  | 0      | 0      | 1     |
| 6    | Paul van der Ploeg    | 1  | 0      | 0      | 1     |
| 6    | Edvin Lindh           | 1  | 0      | 0      | 1     |
| 9    | Hugo Briatta          | 0  | 2      | 0      | 2     |
| 10   | Lorenzo Serres        | 0  | 1      | 2      | 3     |

| Rang  | Nation           | Or | Argent | Bronze | Total |
| ----- | ---------------- | -- | ------ | ------ | ----- |
| 1     | France           | 6  | 3      | 3      | 12    |
| 2     | Autriche         | 2  | 2      | 1      | 5     |
| 3     | Allemagne        | 1  | 4      | 2      | 7     |
| 4     | Suède            | 1  | 1      | 3      | 5     |
| 5     | Pays-Bas         | 1  | 1      | 0      | 2     |
| 6     | Belgique         | 1  | 0      | 1      | 2     |
| 7     | Australie        | 1  | 0      | 0      | 1     |
| 7     | Suisse           | 1  | 0      | 0      | 1     |
| 9     | Slovénie         | 0  | 2      | 1      | 3     |
| 10    | Nouvelle-Zélande | 0  | 1      | 0      | 1     |
| 11    | Argentine        | 0  | 0      | 1      | 1     |
| 11    | Norvège          | 0  | 0      | 1      | 1     |
| 11    | Porto Rico       | 0  | 0      | 1      | 1     |
| Total | Total            | 14 | 14     | 14     | 42    |